# رينيه كابريرا (لاعب كرة قدم)
رينيه كابريرا (بالإسبانية: René Cabrera)‏ (21 أكتوبر 1925 بميامي في الولايات المتحدة - ) هو لاعب كرة قدم بوليفي في مركز الوسط، شارك في كأس العالم 1950 وكأس أمريكا الجنوبية 1949 وكأس أمريكا الجنوبية 1953. وشارك مع منتخب بوليفيا لكرة القدم. أما مع النوادي، فقد لعب مع نادي خورخي ويلسترمان.

## وصلات خارجية
- رينيه كابريرا على موقع الاتحاد الدولي (مؤرشف)  (الإنجليزية)
- رينيه كابريرا على موقع Soccerway.com (الإنجليزية)
- رينيه كابريرا على موقع عالم كرة القدم.نت (الإنجليزية)